# 桑德拉·保维奇
桑德拉·保维奇（1983年4月15日—），克罗地亚女子乒乓球运动员。她曾代表克罗地亚参加2016年夏季残疾人奥林匹克运动会乒乓球比赛，获得女子单打C6级金牌。她也曾参加2008年夏季奥林匹克运动会。